# Brian Hogan
Brian Hogan (10 de diciembre de 1947-26 de noviembre de 2022) fue un jugador de rugby league británico, que jugaba en las posiciones de Prop y second-row.

## Carrera

### Club
| Periodo | Club              |
| ------- | ----------------- |
| 1964–68 | St Helens RFC     |
| 1968–72 | Wigan Warriors    |
| 1972–73 | Bradford Northern |
| 1973–74 | Widnes Vikings    |
| 1974–78 | Wigan Warriors    |
| 1980–82 | Widnes Vikings    |
| 1982–83 | Oldham RLFC       |

### Selección nacional
Jugó para Inglaterra en la Copa Mundial de Rugby League de 1975 donde disputó cinco partidos donde anotó un try y tres puntos.

## Logros
- Lancashire League: 1

1969/70
- Lancashire Cup: 2

1968, 1979
- BBC2 Floodlit Trophy:

1968